# 阿寒町雄別
阿寒町雄別（あかんちょうゆうべつ）は、北海道釧路市（旧阿寒町）の町丁。郵便番号は085-0224。かつては雄別炭鉱の操業により従業員の家族を含めると1万人以上の人が居住したが、閉山によって現在は無住地帯となっている。なお、雄別炭鉱の操業当時は雄別炭山（ゆうべつたんざん）と呼ばれていた。

## 地理
釧路市市街から約40キロメートル、旧阿寒町域に位置し、阿寒本町より舌辛川沿いに北上した釧路市北西部の山あいに位置する。東側は阿寒町徹別（てしべつ）、南側は阿寒町布伏内（ふぶしない）に隣接する。
現在はほぼ全ての遺構が原野に還っているが、最盛期には1万人以上が居住していた。北海道道222号雄別釧路線を北上し布伏内最北部の真澄町地区を過ぎると東側に阿寒町立雄別中学校が、その近辺に横山地区があり、少し北に進むと川向こうの睦町へとつながる睦橋があった。道道をさらに北上し山の手地区を過ぎると雄別鉄道の雄別炭山駅があり、駅前には砿業所や選炭所といった炭鉱関連の施設や労働者のための一区詰所の他、役場支所、駐在所や雄別郵便局が存在する本町地区（宮下町地区）が広がっていた。駅の裏側、緑橋を挟んで川向こうには緑ヶ丘地区があり、本町の少し北の旭町地区には病院や生協が存在し、川向こうの月見台地区に繋がる旭橋があった。旭町地区を更に北上すると阿寒町立雄別小学校を有する末広町地区が存在した。北海道道667号徹別原野雄別停車場線は丁字路を右折、青葉橋で舌辛川を横断して徹別方面へと抜けるが、そのまま直進すると更に北側に錦町地区があり、ときわ橋を渡った最北部に新町地区が存在した。初期に開発された大曲、大祥内は更に奥地に位置した。

### 河川
- 舌辛川

### 地名の由来
「鹿の沢」を意味するアイヌ語「ユㇰ・ペッ」に由来する。地区名の横山は土地所有者の姓に由来する。

### 住所
炭鉱が操業していた頃の住所は「阿寒町雄別炭山」の後ろに地区名が入ることもあった。資料で確認できる地区名を南から順に羅列する。
- 横山[6][8]
  - 富沢1丁目・2丁目[5]
  - 常盤台町1丁目[5][8]、2丁目[5]
  - 宮前1丁目・2丁目[5]
- 山の手町（山ノ手）1丁目 - 5丁目[5][6][8][9]
- 睦町[5]
- 宮下町（宮ノ下）[5][6]
- 本町[5]
- 栄町[6][8][10][注釈 3]
- 緑ヶ丘1丁目・2丁目[5][6]
- 旭町1丁目 - 4丁目（二区）[5][6]
- 月見台[5][6]
- 末広町1丁目 - 6丁目（三区）[5][10]
- 錦町1丁目 - 3丁目（四区）[5][11]
- 新町1丁目 - 4丁目[5][6][8]

## 歴史

### 前史
明治期以降に和人が移住し、石炭を採掘するまでは雄別はアイヌ民族の土地であった。雄別の南の布伏内（古潭）地区はアイヌ語で集落を意味する「コタン」に由来するが、その名の通り多くの遺跡が発掘され、最初に石炭の採掘が始まった雄別炭山四区（大祥内）では石器や石斧が出土している。また、1966年（昭和41年）発行の阿寒町史には飽別（あくべつ）や布伏内の他、雄別方面にもいくつかのアイヌ部落があったという上徹別の黒島亀市（当時94歳）、下徹別の鈴木ナカ（当時93歳）による証言が記載されている。

### 明治期の小規模採炭
雄別の採炭の歴史は1889年（明治22年）、道庁が大祥内の石炭の調査を行い、鉱区が設定されたことに始まる。翌1890年（明治23年）10月には田中彪が許可を得ているが、採掘は行わなかった。1896年（明治29年）に鉱区を譲渡された山県勇三郎によって石炭の採掘が始まったが、釧路市街から約40キロメートル離れた山奥であるため採掘された石炭は馬車に積まれて雄別を出発し、冬は凍った川の上をそりで、冬以外は舌辛川中流からの舟積みで3日をかけて釧路へと運ばれていた。輸送手段が貧弱であったこともあって当時の炭鉱の規模は月産120トン、従業員は15人と小規模なものであり、1906年（明治39年）に操業を休止している。

### 北海道炭礦鉄道による採掘
山県の鉱業権が消滅したことで試掘権を得た1917年（大正6年）に内田良平が10鉱区を試掘した。同時期に三井鉱山が2鉱区、芝義太郎が3鉱区を試掘した。雄別炭鉱全体の開発を目論んだ芝義太郎、宗像政蔵は翌1918年（大正7年）に内田、三井鉱山の試掘坑を買い受け、1919年（大正8年）8月12日に北海道炭礦鉄道株式会社を設立する。「北海道炭礦鉄道」の名称が示すとおり、1921年（大正10年）3月8日に釧路駅から下辛村字大祥内への鉄道敷設免許を受け、同社は石炭を輸送するための鉄道の敷設に着手する。湿地帯と山間部という悪条件にも関わらず1922年（大正11年）末には全線が開通、明けて1923年（大正12年）1月17日に運行を開始した。当時は動力源として電気が利用できなかったことから坑内運搬施設の敷設が難しく、然別、中の沢、大曲、大祥内に分散して坑口が設けられた。そのため炭鉱住宅街もそれぞれ雄別炭山駅近辺の2坑口と大祥内付近の2坑口付近に形成された。
開通までの期間、北海道炭礦鉄道は雄別炭鉱から掘り出した石炭を鉄道開通後に出荷するため雄別に貯炭していた。しかし開通までの間に第一次世界大戦による好景気は終わり、一変して不況になったことで北海道炭礦鉄道は資金繰りに窮することになる。当時の資金繰りはかなり厳しかったようで、従業員への賃金の一部が紙幣ではなく山札と呼ばれた指定商などで物資と交換できる金券で支払われた。これは三菱鉱業傘下となった後も「魚菜券」と名前を変えて1935年（昭和10年）頃まで使用された。

### 三菱鉱業傘下の雄別炭鉱
1924年（大正13年）3月、三菱鉱業が芝の持ち株を取得して同社を傘下に収め、同年4月2日に雄別炭礦鉄道株式会社を設立したことで同炭鉱は三菱傘下の炭鉱として再出発することになる。1927年（昭和2年）には電気が通じ、機械化が進んだ一方で、1930年（昭和5年）から翌1931年（昭和6年）にかけての昭和恐慌で収支が悪化し、人員整理や給与削減のほか、前述の「魚菜券」も多く発行された。さらに1933年（昭和9年）には大祥内坑でガス爆発が発生し、5名が死亡している。
前述の4坑口のうち大祥内、大曲の坑口は雄別炭山駅から更に上流側に位置しており、貨物専用の線路が引かれていたが大雨の度に不通となっていた。そのため4坑口を坑道で繋いで1つの坑口に集約することで輸送の安定、効率化を図り、1938年（昭和13年）に雄別通洞が完成する。この坑道の掘削には多くのタコが利用されたという。なお、坑口の集約に伴って大祥内にあった炭鉱住宅や事務所などはすべて移転している。坑口の集約や機械化による効率化、国家総動員法や徴用した朝鮮人、中国人労働者の労働力もあって1941年（昭和16年）には66万4100トンの出炭を記録するなど、雄別炭鉱は大炭鉱へと成長した。同時期には石炭需要が増えたことで道内各地に炭鉱が設けられ、雄別周辺では1935年（昭和11年）には布伏内に栄炭鉱が、1940年（昭和15年）にはシュンクシタカラ湖の更に北に日本発送電によって北陽炭鉱がそれぞれ開坑した。しかし北陽炭鉱は僅かに坑道を掘り、ごく一部の石炭を馬で搬出したのみで1943年（昭和18年）に操業を中止、住友石炭鉱業に売却された。搬出されず野積みで放置された石炭は1962年（昭和37年）から1963年（昭和38年）に東光石炭が購入し、トラックで搬出した。
太平洋戦争の激化により徴兵される者が増えたことで1941年（昭和16年）をピークに出炭量が減少。1944年（昭和19年）8月には海上輸送が困難となったこと、雄別炭鉱は一般炭であったことから操業を一時中止、坑道の保守人員を除いた殆どが九州の炭鉱に移った。

### 雄別炭礦時代
雄別炭鉱は終戦と共に操業を再開し、九州に移った職員は雄別に戻ってきたが、労働力の多くを占めていた朝鮮人労働者が祖国に帰還したことで労働力が不足した。そのため労働者を募集したところ戦後の食糧難の中で食い扶持を稼ぐために全国から多くの人員が集まった。人口の増加に伴って山間部で平野の乏しい雄別地区は手狭となったことから南部の阿寒町布伏内古潭地区に炭鉱住宅が次々と建設された。このころに雄別炭鉱の従業員数は3000人を超えてピークを迎え、役場支所や中学校が設けられている。
組織としての雄別炭鉱は終戦直後の1946年（昭和21年）、GHQによって財閥解体の指示が下されたことで三菱鉱業傘下を離れ、雄別炭鉱、尺別炭鉱、茂尻炭鉱をもって独立経営の雄別炭礦となった。
雄別のズリ山には戦時中の未熟な選炭によって打ち捨てられていた石炭が多くあった。横山のズリ山は終戦直後から北海炭業が3年間採取し、索道のズリ山は1950年（昭和25年）から1957年（昭和32年）にかけて雄別炭鉱の土木建築などを行う村井建設木材工業が採取した。村井建設木材工業は1955年（昭和30年）9月からは雄別炭鉱から鉱区を借り受けて大曲炭鉱の、翌1956年（昭和31年）9月に然別炭鉱の操業を開始した。
しかし朝鮮戦争での石炭需要が収束したあとの石炭業界の不況によって経営者側が実質的な賃下げを主張したことから1952年（昭和27年）10月17日には全国で賃上げを要求する炭労ストライキが繰り広げられる。しかし不況下で多くの貯炭があったことから経営者側も強気の態度を崩すことはなかった。翌1953年（昭和28年）には雄別炭礦の所有する炭鉱全体で浦幌太平坑の閉山を含む大規模な人員整理が行われた。
昭和30年代に入ると石炭産業の斜陽化によって国内多くの炭鉱の経営が悪化する。雄別炭鉱も幾度もの人員整理を行ったことで1962年（昭和37年）には人員がピークの半分にまで減少した。しかし合理化によって人員の減少に反して出炭量は増加している。雄別炭鉱は多角経営に努めており、雄別鉄道、雄別工作所、雄別興産、雄別林業などの関連会社を分離した。これらの関係子会社の売り上げを合計すると親会社のそれを上回っており、雄別炭鉱閉山後に業界紙はこのころの雄別炭鉱を「太平洋、松島などとともに最も遅くまで配当を持続した数少ない優良石炭会社の一つであった。」と評している。

### 企業ぐるみ閉山
1963年（昭和38年）から1967年（昭和42年）にかけて雄別炭鉱は系列炭鉱唯一の原料炭炭鉱である茂尻炭鉱に新立坑を設置する大規模な設備投資を行った。しかし、予想に反して出炭量が増えなかったうえに同時期に系列の雄別炭鉱、尺別炭鉱、上茶路炭鉱などの出炭量も様々な悪条件が重なったことで減少、急激に収支が悪化した。雄別、尺別、茂尻の3山の労働組合は会社が閉山を持ち出す前の1969年（昭和44年）1月から閉山阻止闘争を開始する。会社側は雄別炭鉱は茂尻炭鉱の分離などで経営合理化を図るが、同年4月2日にその茂尻炭鉱で19人が死亡する爆発事故が発生する。翌5月に茂尻炭鉱を分離したものの茂尻炭鉱への多額の投資は回収できないままであり、雄別炭鉱の累積赤字は46億円にまで達して経営は極めて深刻な状態となった。雄別炭礦は尺別炭砿を閉山し、戦時中に僅かに産出されたのみである北陽鉱区を住友石炭鉱業から譲り受けて開発する再建計画を1970年（昭和45年）1月21日、通産省に提出するが、鉄鋼用の原料炭でなく一般炭の炭鉱のみを抱える雄別炭礦の救済が行われることはなかった。労働組合側も通産省の斡旋により良い退職条件が確保されたことなどから閉山を受け入れ、1970年（昭和45年）2月27日に雄別炭礦は会社解散、雄別炭鉱は閉山となった。翌日から雄別鉄道は雄別を去る人々や荷物を送り出す最後の勤めを果たしたのち、4月15日の運行をもって廃止となった。

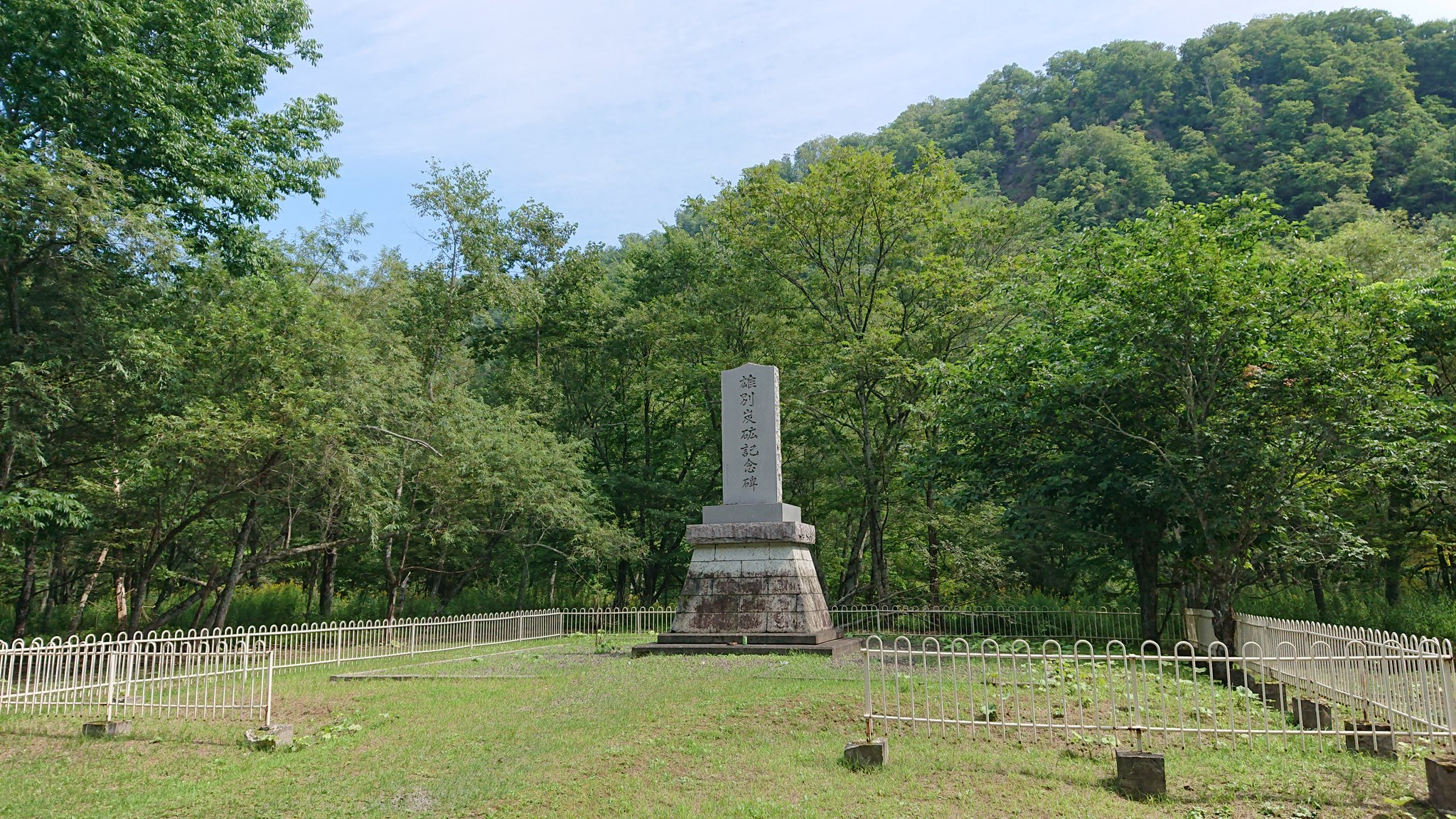
雄別炭鉱記念碑

### 閉山後
解雇となった雄別炭鉱の社員3000人は、高度経済成長期の真っ只中であったことから全国から引く手あまたであった。4月中旬には75％、5月中旬には90％超が再就職を果たすとともに、雄別から転出したことで急激なゴーストタウン化が進んだ雄別の社宅街では庭木や金属などの盗難が相次いだ。炭鉱からの蒸気の圧力が低下したことで雄別小学校では閉山直後の3月15日から給食の調理が出来なくなり給食の提供がなされなくなった。1969年（昭和44年）に20学級あった雄別小学校は閉山直後の翌1970年（昭和45年）4月には12学級、4月20日には8学級となり、5月30日の廃校式に出席したのは78人であった。布伏内にあった阿寒高等学校の生徒のうち転居先の高校に受け入れを拒まれるなどして親の転居先について行けなかった生徒は空き家となった炭鉱住宅で寄宿舎生活を送った。
同年の7月29日に村井建設木材工業の然別炭鉱も閉山したことで雄別地区の炭鉱はおよそ80年の歴史に幕を閉じた。雄別炭鉱の閉山直前で6000人ほどが暮らしていた雄別は閉山から1年ほどで無住地帯となった。阿寒町の人口も1965年（昭和40年）から1970年（昭和45年）の間に半減している。
1975年（昭和50年）から1978年（昭和53年）にかけて、新エネルギー・産業技術総合開発機構がボーリング調査を行っているが、閉山後は石炭資源は活かされていない。閉山10年後の1980年（昭和55年）、有志によって跡地に雄別炭鉱記念碑が建立されている。

## 年表
- 1896年（明治29年） - 雄別で石炭の採掘が始まる[12]。
- 1919年（大正8年）8月12日 - 芝義太郎らによって北海道炭礦鉄道（のちの雄別炭礦）が設立される[13]。
- 1924年（大正13年）4月2日 - 三菱鉱業の経営に移り、雄別炭礦鉄道が設立される[4][13]。
- 1923年（大正12年）1月17日 - 雄別鉄道が運行を開始する[4]。
- 1927年（昭和2年） - 雄別地区への電気の供給が始まる[6]。
- 1937年（昭和12年）6月2日 - 舌辛村の村名変更と同時に大字である「大字徹別村」が廃止され「阿寒村雄別炭山」となる[6]。
- 1946年（昭和21年）12月 - GHQによる財閥解体指示により三菱鉱業を離れて雄別炭礦となる[4][13][14]。
- 1951年（昭和26年）10月 - 阿寒村役場雄別支所が完成する[6]。
- 1970年（昭和45年）2月27日 - 雄別炭鉱が閉山する[4]。
  - 4月16日 - 雄別鉄道が廃止[4]。
  - 7月29日 - 村井建設木材工業然別炭鉱が閉山する[5]。

## 世帯数と人口
2025年（令和7年）4月30日時点の人口は以下の通りである。
|            | 世帯数 | 人口 |
| ---------- | ------ | ---- |
| 阿寒町雄別 | 0世帯  | 0人  |

## 施設

### 学校

#### 小学校
- 阿寒町立雄別小学校 - 1923年（大正12年）3月17日私立雄別尋常小学校として開校[6]、1970年（昭和45年）閉校[5]。
- 私立雄別雄別尋常小学校大祥内分教場 - 1924年（大正13年）6月開校、1939年（昭和14年）9月30日廃止[6]。

#### 中学校
- 阿寒町立雄別中学校 - 1947年（昭和22年）5月開校[6]、1970年（昭和45年）閉校[5]。

#### 保育所
- 雄別保育所（一区まりも保育所）[5][6]
- 雄別四区保育所（四区みどり保育所）[5][6]

#### その他
- 雄別青年学校 - 1926年（大正15年）4月に雄別青年訓練所として設置され、1935年（昭和10年）4月の青年学校令発布によって青年学校となる[6]。

### 公共施設
- 阿寒町雄別支所 - 1951年（昭和26年）10月に完成[6]、1970年（昭和45年）5月31日閉鎖[5]。
- 雄別炭砿病院 - 1935年（昭和10年）2月、雄別緑ヶ丘に雄別炭鉱によって設けられた診療所がその前身であり、1939年（昭和14年）4月に旭町に移転、雄別炭砿病院となった[6]。現在も残る鉄筋コンクリート造の建物は1968年（昭和43年）12月完成のものである。先代の木造の病舎は現在の建物が建設中の同年9月に火災で焼失している[5]。また、1940年（昭和15年）9月からは錦町に雄別炭鉱錦町診断所が設置されていたが、炭砿病院の設備が充実したことで1961年（昭和36年）に閉鎖されている[6]。当病院は作家の渡辺淳一が出張医として勤務したことがある[5]。
- 雄別郵便局 - 1924年（大正13年）3月26日に雄別炭鉱の請願局として開局、閉山に伴い1970年（昭和45年）6月15日に廃局。集配局であった[5]。

- 雄別神社 - 1921年（大正10年）10月1日設立[6]。

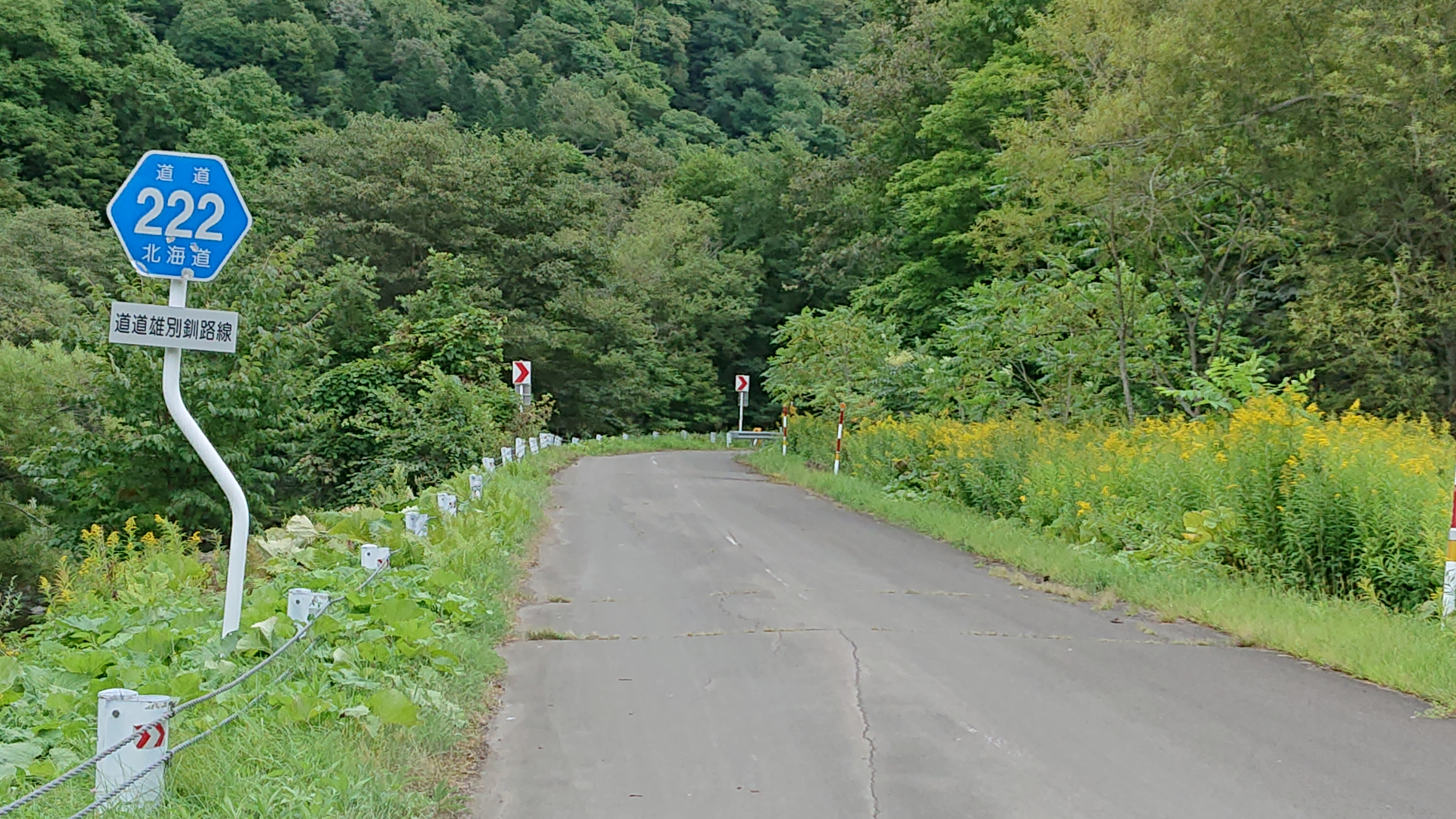
北海道道222号雄別釧路線（雄別炭山山の手町付近）

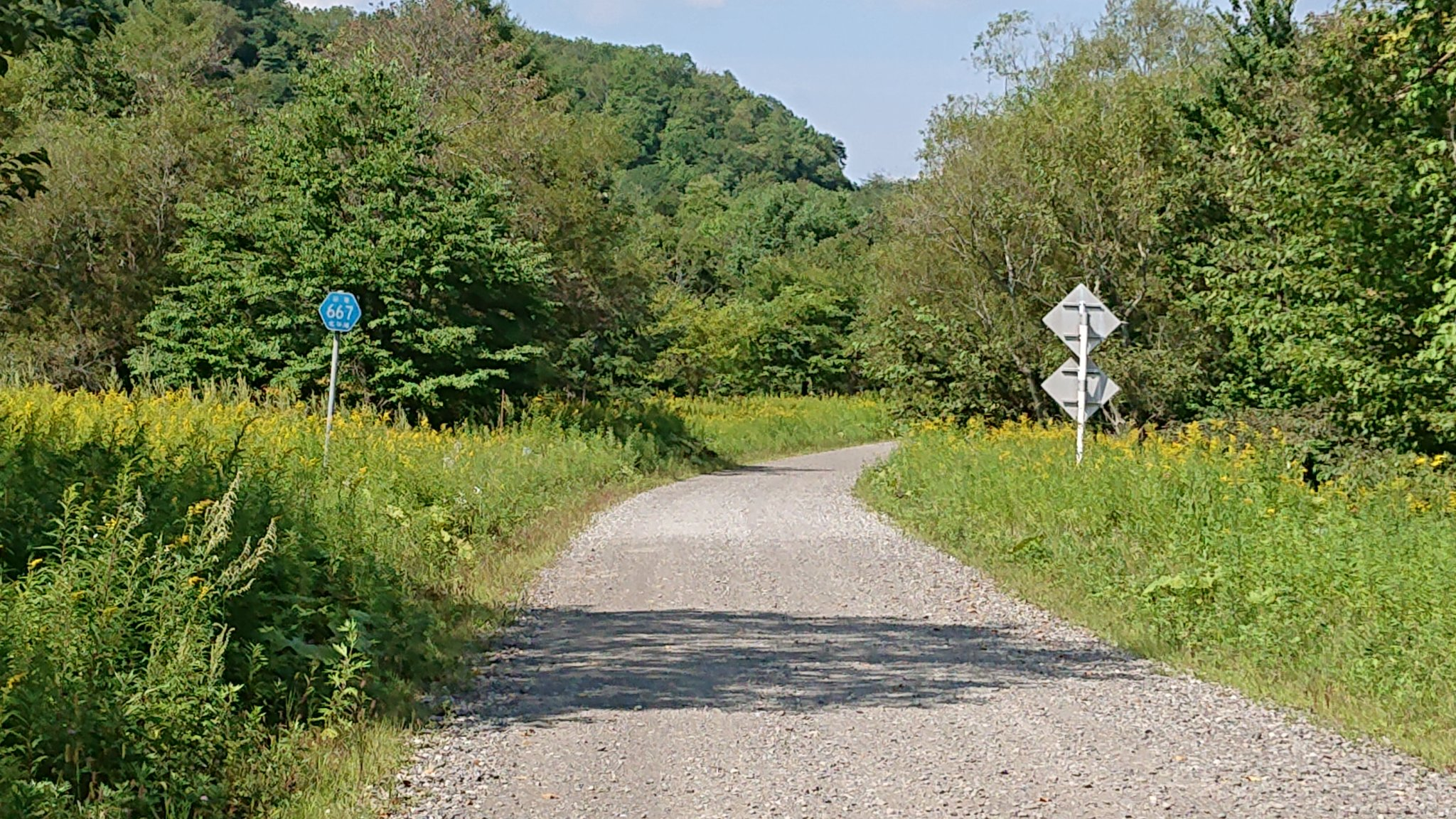
北海道道667号徹別原野雄別停車場線（雄別炭山山の手町付近）

## 交通
- 北海道道222号雄別釧路線
- 北海道道667号徹別原野雄別停車場線

### 過去の交通
- 雄別鉄道線
  - 雄別炭山駅
- 雄鉄バス
  - 阿寒線
  - 古潭線
  - 雄別線
- 通勤バス（雄別 - 鶴ケ丘 - 五区）[5]

このほか、坑道の軌道、山向こうにズリを捨てるための索道が存在した。